# Rio Tinto (kommun)
Rio Tinto är en kommun i Brasilien.   Den ligger i delstaten Paraíba, i den östra delen av landet, 1 700 km nordost om huvudstaden Brasília. Antalet invånare är 22 979.
Följande samhällen finns i Rio Tinto:
- Rio Tinto

Omgivningarna runt Rio Tinto är en mosaik av jordbruksmark och naturlig växtlighet. Runt Rio Tinto är det ganska glesbefolkat, med 40 invånare per kvadratkilometer.